# Аббас Хаджкенарі
Аббас Хаджкенарі (перс. عباس حاج كناری; нар. 13 березня 1974, Феридункенар, остан Мазендеран) — іранський борець вільного стилю, чемпіон та срібний призер чемпіонатів світу, чемпіон та бронзовий призер чемпіонатів Азії, дворазовий бронзовий призер Кубків світу, учасник Олімпійських ігор.

## Життєпис
Боротьбою почав займатися з 1986 року. У 1990 році став срібним призером чемпіонату світу серед кадетів. У 1998 році став чемпіоном світу серед студентів.
Виступав за Центральний спортивний клуб Тегерана. Тренер — Маджид Торкан.

## Спортивні результати на міжнародних змаганнях

### Виступи на Олімпіадах
| Змагання                    | Збірна | Вагова категорія          | Місце |
| --------------------------- | ------ | ------------------------- | ----- |
| Літні Олімпійські ігри 1996 | Іран   | вільна боротьба, до 62 кг | 19    |

На Олімпійських іграх 1996 року в Атланті виступив невдало, поступившись у двох сутичках із двох — Тому Брендсу зі США та Анібалу Нівесу з Пуерто-Рико.

### Виступи на Чемпіонатах світу
| Змагання                        | Збірна | Вагова категорія          | Місце  |
| ------------------------------- | ------ | ------------------------- | ------ |
| Чемпіонат світу з боротьби 1995 | Іран   | вільна боротьба, до 62 кг | 13     |
| Чемпіонат світу з боротьби 1997 | Іран   | вільна боротьба, до 63 кг | Золото |
| Чемпіонат світу з боротьби 1998 | Іран   | вільна боротьба, до 63 кг | Срібло |

### Виступи на Чемпіонатах Азії
| Змагання                       | Збірна | Вагова категорія          | Місце  |
| ------------------------------ | ------ | ------------------------- | ------ |
| Чемпіонат Азії з боротьби 1996 | Іран   | вільна боротьба, до 62 кг | Бронза |
| Чемпіонат Азії з боротьби 1997 | Іран   | вільна боротьба, до 63 кг | Золото |

### Виступи на Кубках світу
| Змагання                    | Збірна | Вагова категорія          | Місце  |
| --------------------------- | ------ | ------------------------- | ------ |
| Кубок світу з боротьби 1995 | Іран   | вільна боротьба, до 62 кг | Бронза |
| Кубок світу з боротьби 1998 | Іран   | вільна боротьба, до 63 кг | Бронза |

### Виступи на інших змаганнях
| Змагання                                        | Збірна | Вагова категорія          | Місце  |
| ----------------------------------------------- | ------ | ------------------------- | ------ |
| Чемпіонат світу з боротьби серед студентів 1998 | Іран   | вільна боротьба, до 63 кг | Золото |

### Виступи на змаганнях молодших вікових груп
| Змагання                                      | Збірна | Вагова категорія          | Місце  |
| --------------------------------------------- | ------ | ------------------------- | ------ |
| Чемпіонат світу з боротьби серед кадетів 1990 | Іран   | вільна боротьба, до 43 кг | Срібло |